# Alue Dua Muka S
Alue Dua Muka S is een bestuurslaag in het regentschap Aceh Timur van de provincie Atjeh, Indonesië. Alue Dua Muka S telt 337 inwoners (volkstelling 2010).